# سید علی حسینی اشکوری
سید علی حسینی اشکوری (متولد ۱۳۳۷) روحانی شیعه ایرانی و نماینده استان گیلان در  مجلس خبرگان رهبری است.
او در سال ۱۳۳۷ در مشهد متولد شد. پدرش «سيد محمد اشكوری» از شاگردان «بادكوبه‌ای» و جد او «سيد اسدالله اشكوری» از شاگردان میرزا حبیب‌الله رشتی و جد مادری او «فيض لاهیجی» است. خاندان او و خودش اصالتا اهل اشکور گیلان هستند اشکوری پس از طی مقدمات در نجف، به درس خارج «سید محمدباقر صدر» راه يافت و در قم نزد اساتيدی چون کوکبی، سید عباس خاتم یزدی، وحید خراسانی، گلپایگانی تحصیل کرد و به درجه اجتهاد رسید. وی همچنين به مدت ۱۴ سال، در درس خارج سید علی خامنه‌ای حضور داشت.
او سابقه تدریس در دانشگاه مذاهب اسلامی تهران، دانشگاه امام خمینی تهران، دانشگاه امام جعفر صادق در کشور عراق را دارد.